# Morgan (Sänger)

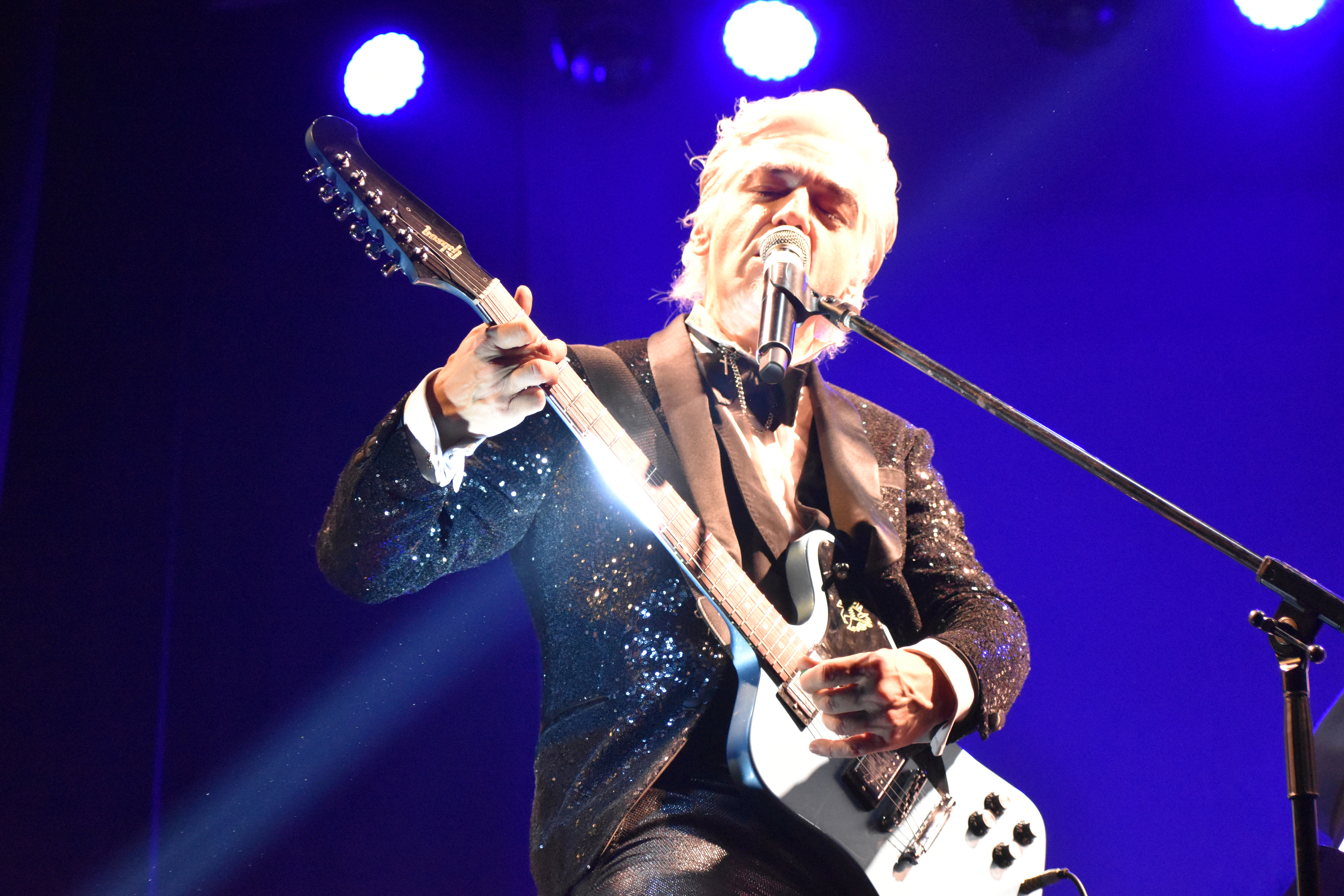
„Morgan50: Geburtstag im Konzert“ im Parioli Theater in Rom, 2022

Morgan (* 23. Dezember 1972 in Mailand als Marco Castoldi) ist ein italienischer Musiker. Er wurde als Frontman von Bluvertigo bekannt und konnte sich im italienischen Fernsehen vor allem einen Namen als Castingshow-Juror machen. In seiner Solokarriere wurde er unter anderem mit zwei Targhe Tenco ausgezeichnet.

## Karriere

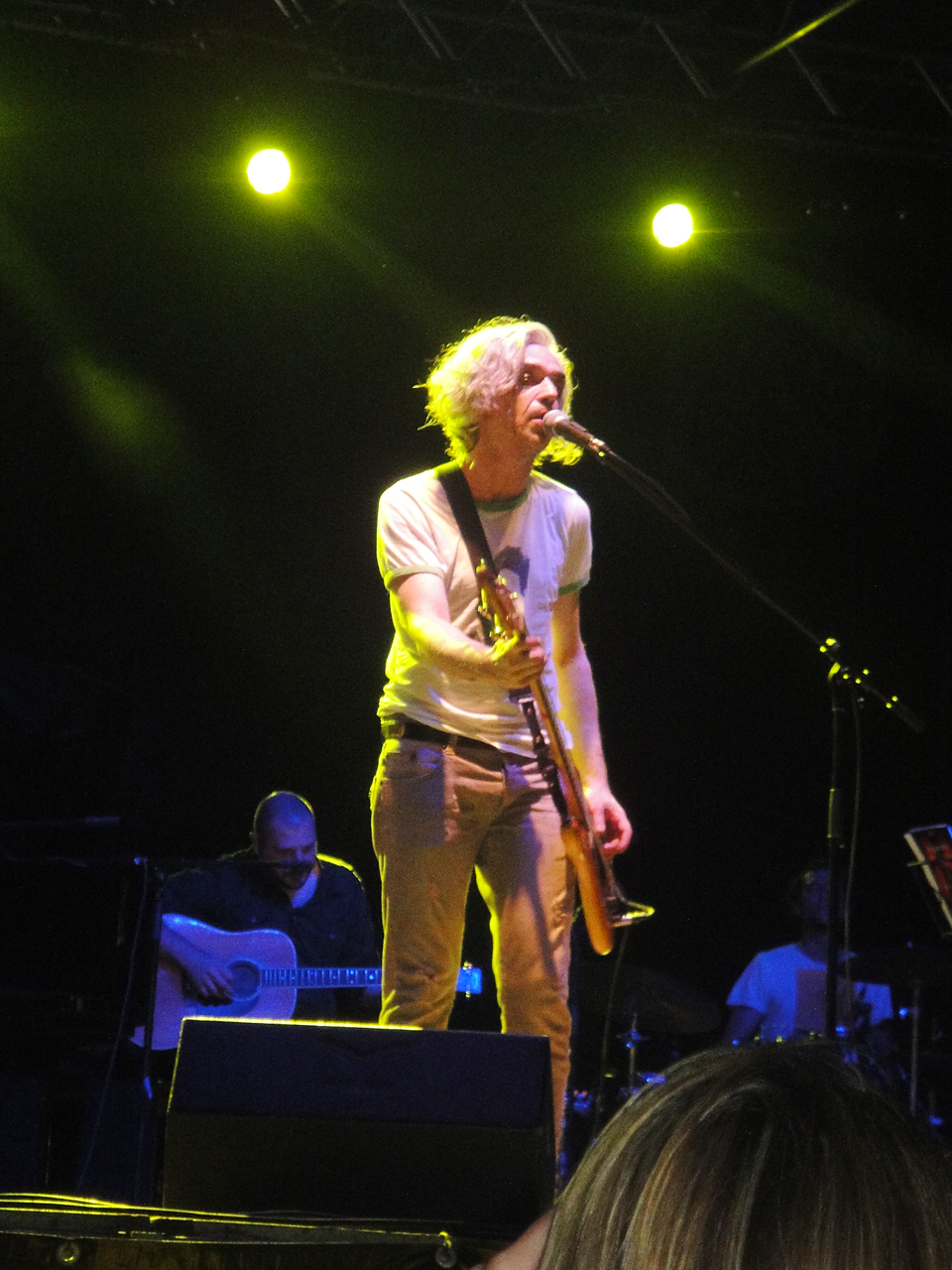
Morgan, 2011

Morgan war zunächst im Duo mit Andrea Fumagalli musikalisch tätig. Das Duo erweiterten sie 1989 zu einem Trio und schließlich 1994 zur Alternative-Rock-Band Bluvertigo. Die Band veröffentlichte bis 2001 drei Alben und eine Kompilation und nahm einmal erfolglos am Sanremo-Festival teil. 2003 gab Morgan mit dem Album Canzoni dell’appartamento den Startschuss für seine Solokarriere. Dafür wurde er mit der Targa Tenco für das beste Debüt ausgezeichnet. Es folgte 2004 der Soundtrack Il suono della vanità (zu Alex Infascellis Il siero della vanità). Im Jahr darauf coverte Morgan Fabrizio De Andrés ganzes Album Non al denaro, non all’amore, né al cielo von 1971, was ihm erneut eine Targa Tenco einbrachte. 2007 erschien sein nächstes Studioalbum Da A… ad A.

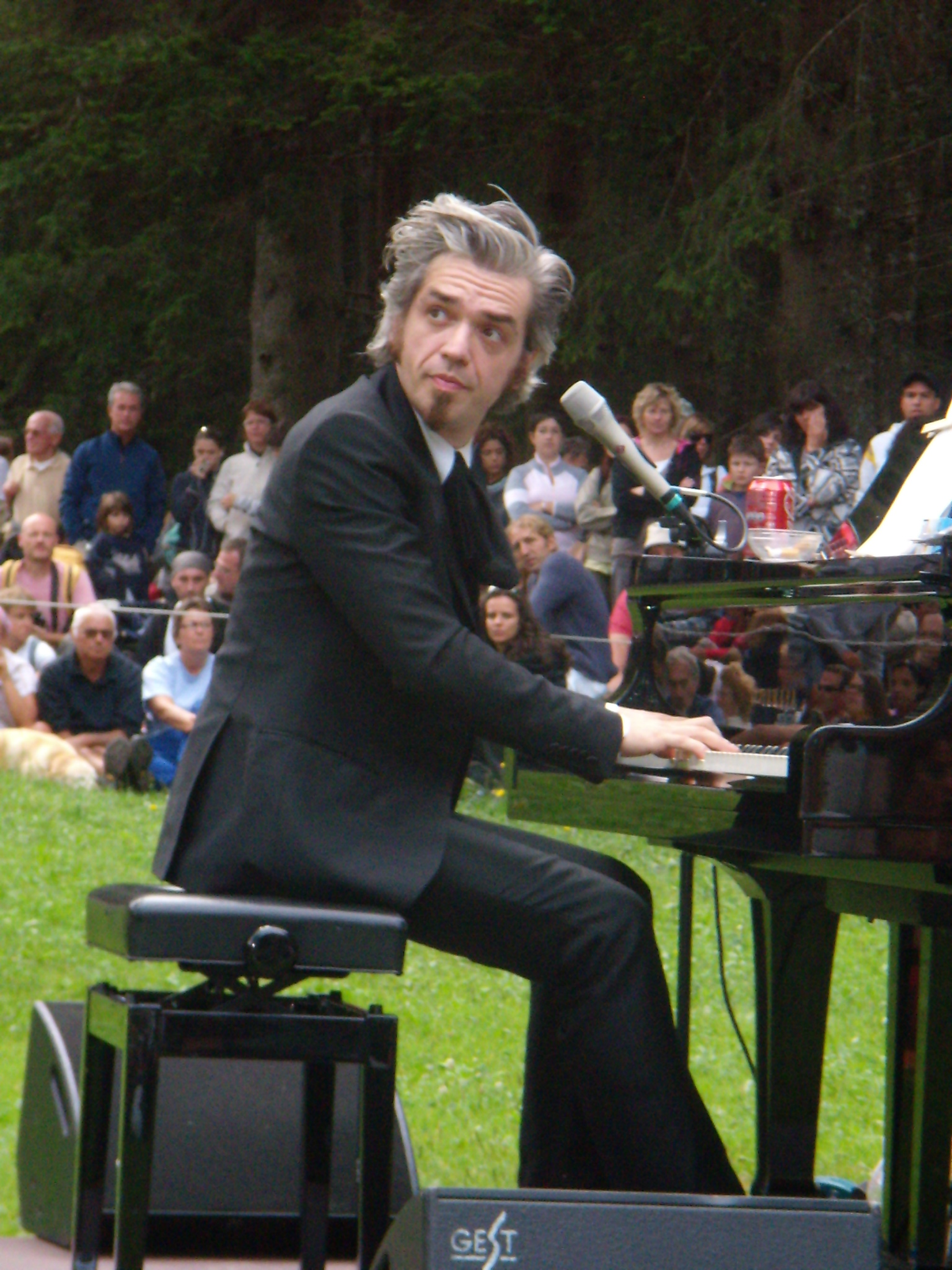
Morgan, 2008

2008 begann Morgan seine langjährige Tätigkeit als Juror in der Castingshow X Factor; er übernahm die Aufgabe in sieben Ausgaben der Sendung und konnte fünfmal davon „seinem“ Kandidaten zum Sieg verhelfen. Außerdem nahm er 2008 für MTV mit Bluvertigo ein Livealbum auf. Nachdem er 2009 das Coveralbum Italian Songbook Vol. 1 veröffentlicht hatte, wurde für 2010 seine Teilnahme am Sanremo-Festival mit dem Lied La sera angekündigt, im Anschluss sollte der zweite Teil des Songbook erscheinen. Aufgrund von Kontroversen um den Drogenkonsum des Sängers wurde er jedoch vom Festival ausgeschlossen. Stattdessen veröffentlichte er die Kompilation Morganicomio; Italian Songbook Vol. 2 folgte erst 2012.
Bis 2014 war Morgan weiterhin als X-Factor-Juror zu sehen. Danach wandte er sich wieder seiner Band Bluvertigo zu und nahm mit dieser (wieder erfolglos) am Sanremo-Festival 2016 teil. 2016 und 2017 war er wieder an einer Castingshow beteiligt, diesmal Amici di Maria De Filippi, bis er sich mit den Verantwortlichen um Maria De Filippi öffentlich überwarf. 2018 war vor allem durch seinen öffentlichen Rechtsstreit mit der Exfrau Asia Argento überschattet, die Veröffentlichung eines angekündigten weiteren Soloalbums blieb vorerst aus. 2019 war er als Coach bei der Castingshow The Voice of Italy tätig.

## Diskografie

### Alben
| Jahr | Titel                                     | Höchstplatzierung, Gesamtwochen, AuszeichnungChartsChartplatzierungen (Jahr, Titel, Platzierungen, Wochen, Auszeichnungen, Anmerkungen) | Anmerkungen             |
| Jahr | Titel                                     | IT | Anmerkungen             |
| ---- | ----------------------------------------- | --- | ----------------------- |
| 2003 | Canzoni dell’appartamento                 | IT13 (20 Wo.)IT | Columbia/Sony           |
| 2005 | Non al denaro, non all’amore, né al cielo | IT6 (11 Wo.)IT | Columbia/Sony           |
| 2007 | Da A… ad A                                | IT28 (10 Wo.)IT | Sony BMG                |
| 2008 | È successo a Morgan                       | IT29 (5 Wo.)IT | Sony BMG Kompilation    |
| 2009 | Italian Songbook Vol. 1                   | IT6 Gold · (18 Wo.)IT | Sony Verkäufe: + 30.000 |
| 2010 | Morganicomio. Morgan al suo meglio        | IT21 (6 Wo.)IT | Sony Kompilation        |
| 2012 | Italian Songbook Vol. 2                   | IT35 (2 Wo.)IT | Sony                    |

Weitere Alben
- Il suono della vanità (Soundtrack, 2004)

### Singles
| Jahr | Titel Album                                | Höchstplatzierung, Gesamtwochen, AuszeichnungChartsChartplatzierungen (Jahr, Titel, Album, Platzierungen, Wochen, Auszeichnungen, Anmerkungen) | Anmerkungen        |
| Jahr | Titel Album                                | IT | Anmerkungen        |
| ---- | ------------------------------------------ | --- | ------------------ |
| 2003 | Altrove Canzoni dell’appartamento          | IT15 Gold · (23 Wo.)IT | Verkäufe: + 25.000 |
| 2003 | The Baby Canzoni dell’appartamento         | IT35 (1 Wo.)IT |                    |
| 2007 | Tra 5 minuti Da A… ad A                    | IT13 (4 Wo.)IT |                    |
| 2009 | Il mio mondo Italian Songbook Vol. 1       | IT35 (2 Wo.)IT |                    |
| 2010 | La sera Morganicomio. Morgan al suo meglio | IT19 (1 Wo.)IT |                    |
| 2013 | Spirito e virtù                            | IT38 (1 Wo.)IT |                    |

### Gastbeiträge
| Jahr | Titel Album | Höchstplatzierung, Gesamtwochen, AuszeichnungChartsChartplatzierungen (Jahr, Titel, Album, Platzierungen, Wochen, Auszeichnungen, Anmerkungen) | Anmerkungen       |
| Jahr | Titel Album | IT | Anmerkungen       |
| ---- | ----------- | --- | ----------------- |
| 2020 | Sincero     | IT16 (6 Wo.)IT | Bugo feat. Morgan |

## Bibliografie
- Marco Morgan Castoldi, Mauro Garofalo: In pArte Morgan. Elèuthera, 2008, ISBN 978-8889490624.
- Morgan: Dissoluzione. Bompiani, 2009, ISBN 978-8845263705.
- Marco Castoldi: Il libro di Morgan. Io, l’Amore, la Musica, gli Stronzi e Dio. Einaudi, 2014, ISBN 978-8806220136.

## Belege
1. ↑  Alben von Morgan. In: Italiancharts.com. Hung Medien, abgerufen am 21. Dezember 2019.
2. 1 2  Certificazioni. FIMI, abgerufen am 20. Dezember 2019 (italienisch).
3. ↑  Chartquellen (Singles):
  - Guido Racca & Chartitalia: Top 100 FIMI Singoli. Lulu, 2013, S. 124.
  - Archivio classifiche Top Singoli. FIMI, abgerufen am 20. Dezember 2019 (italienisch).
4. ↑  Chartquellen (Singles):
  - Guido Racca & Chartitalia: Top 100 FIMI Singoli. Lulu, 2013, S. 124.
  - Archivio classifiche Top Singoli. FIMI, abgerufen am 20. Dezember 2019 (italienisch).

| Personendaten    | Personendaten                 |
| ---------------- | ----------------------------- |
| NAME             | Morgan                        |
| ALTERNATIVNAMEN  | Castoldi, Marco (Geburtsname) |
| KURZBESCHREIBUNG | italienischer Musiker         |
| GEBURTSDATUM     | 23. Dezember 1972             |
| GEBURTSORT       | Mailand                       |